# Orimarga bequaertiana
Orimarga bequaertiana är en tvåvingeart som först beskrevs av Alexander 1930.  Orimarga bequaertiana ingår i släktet Orimarga och familjen småharkrankar.
Artens utbredningsområde är Liberia. Inga underarter finns listade i Catalogue of Life.